# Bleptinodes tanaocrossa
Bleptinodes tanaocrossa är en fjärilsart som beskrevs av Louis Beethoven Prout. Bleptinodes tanaocrossa ingår i släktet Bleptinodes och familjen nattflyn. Inga underarter finns listade i Catalogue of Life.